# 13 (Havoc)
13 è il terzo album del rapper statunitense Havoc (accreditato come The Infamous Havoc of Mobb Deep), pubblicato nel 2013.
| Recensione | Giudizio |
| ---------- | -------- |
| AllMusic   | [ 1 ]    |
| Exclaim!   | [ 2 ]    |
| HipHopDX   | [ 3 ]    |
| XXL        | [ 4 ]    |

## Tracce
1. Gone – 3:28 (Kejuan Muchita) – Havoc
2. Favorite Rap Stars (featuring Styles P & Raekwon) – 3:52 (Muchita, David Styles, Corey Woods) – Havoc
3. Life We Chose (featuring Lloyd Banks) – 3:33 (Muchita, Christopher Lloyd) – Havoc, FMG (co.)
4. Colder Days (featuring Masspike Miles) – 5:06 (Muchita, Miles Wheeler) – Havoc, FMG (co.)
5. Get Busy – 4:00 (Muchita) – Havoc
6. Eyes Open (featuring Twista) – 4:37 (Muchita, Carl Mitchell) – Havoc
7. Tell Me to My Face (featuring Royce da 5'9") – 3:57 (Muchita, Ryan Montgomery) – Havoc, FMG (co.)
8. This World (featuring Masspike Miles) – 3:44 (Muchita, Wheeler) – Royce Music Group
9. Already Tomorrow – 3:35 (Muchita) – Havoc
10. Hear Dat – 3:16 (Muchita) – Havoc
11. Gettin' Mines – 3:11 (Muchita) – Havoc, Andrew Lloyd, Team Green Productions
12. Long Road (Outro) – 1:23 (Muchita) – Havoc

Traccia bonus
1. Can't Sleep (Bonus Track) – 3:09 (Muchita, Patrick Baril) – Statik Selektah

## Classifiche settimanali
| Classifica (2013)         | Posizione massima |
| ------------------------- | ----------------- |
| US Top R&B/Hip-Hop Albums | 44                |